# 羅氏鹽膚木瘤節蜱
羅氏鹽膚木瘤節蜱（学名：Aceria roxburghianae）为節蜱科瘤節蜱屬下的一个种。